# Paulo Cezar Costa
Paulo Cezar Costa (Valença, 20 de julho de 1967) é um cardeal brasileiro da Igreja Católica. É o atual arcebispo de Brasília.

## Biografia

### Estudos
Natural de Valença, Rio de Janeiro, Dom Paulo Cezar Costa é filho de Geraldo Manuel da Costa Amaral e Maria Alice Miranda Amaral.
Completou os estudos superiores de Filosofia no Seminário Diocesano Nossa Senhora do Amor Divino, em Petrópolis e a faculdade de Teologia no Seminário Arquidiocesano São José na cidade do Rio de Janeiro. Depois estudou na Pontifícia Universidade Gregoriana em Roma de 1996 a 2001: fez estudos de mestrado e defendeu a dissertação "Monarquia e Trias em Dionísio de Roma e Dionísio de Alexandria"; em 1998 ingressou no doutorado e defendeu a tese "Salvatoris Disciplina. Dionisio de Roma e a Regula Fidei no debate teológico do terceiro século". 

### Sacerdócio
No dia 5 de dezembro de 1992 foi ordenado sacerdote, na Catedral Nossa Senhora da Glória, pelo bispo de Valença, Dom Frei Elias James Manning, O.F.M. Conv. Em 1993 foi vigário paroquial na paróquia de São Pedro e São Paulo, no município de Paraíba do Sul; de 1994 a 1996 foi pároco da Paróquia de Nossa Senhora da Conceição e da Paróquia agregada de São Sebastião dos Ferreiros, em Vassouras. Em 2002, após retornar dos estudos em Roma, assumiu a Paróquia de Santa Rosa de Lima, no município de Valença, onde ficou até 2007.
Em 2007 assumiu a reitoria do Seminário Diocesano Paulo VI, em Nova Iguaçu. Foi também membro do grupo de peritos da Comissão Episcopal de Doutrina da CNBB, membro do Instituto Nacional de Pastoral e coordenador do departamento de Teologia da Pontifícia Universidade Católica do Rio de Janeiro (PUC-Rio).

### Bispo-auxiliar do Rio de Janeiro
Aos 24 de novembro de 2010 foi nomeado pelo Papa Bento XVI como bispo-auxiliar da Arquidiocese de São Sebastião do Rio de Janeiro. Foi consagrado em 5 de fevereiro de 2011 como bispo-titular de Œscus na Catedral de São Sebastião do Rio de Janeiro por Dom Orani João Tempesta, O. Cist, arcebispo de São Sebastião do Rio de Janeiro, coadjuvado por Dom Rafael Llano Cifuentes, bispo emérito de Nova Friburgo e por Dom Frei Elias James Manning, O.F.M. Conv., bispo de Valença. Seu lema episcopal é tirado da Segunda Carta a Timóteo: "Tudo suporto pelos eleitos (Sustineo Propter Electo)".
Na Arquidiocese do Rio de Janeiro ocupou os seguintes encargos: Vigário Geral; Animador do Vicariato Episcopal Suburbano; da Administração; Setor Jurídico, Procuradoria; Missões; Instituto Superior de Direito Canônico; Pastoral Universitária; Academia Ciência e Fé; Centro Cultural Dom Eugênio de Araújo Sales; Patrimônio Histórico e Cultural da Arquidiocese; Estudantes no Exterior; membro do Conselho universitário da PUC-Rio e da Fundação Mantenedora Padre Anchieta. Professor do Seminário Arquidiocesano São José e da PUC-Rio.
Aos 25 de junho de 2011 teve seu nome divulgado como membro da Comissão Episcopal Pastoral para a Doutrina da Fé da CNBB.

### Bispo de São Carlos
Em 22 de junho de 2016 foi nomeado 7° bispo da Diocese de São Carlos pelo Papa Francisco. Sua posse canônica ocorreu no dia 6 de agosto de 2016, Festa da Transfiguração do Senhor, às 10h, na Catedral de São Carlos.
Em 20 de abril de 2020, o Santo Padre o nomeou como membro da Pontifícia Comissão para a América Latina.
Dom Paulo também representou o Regional Sul 1 no Conselho Permanente da Conferência Nacional dos Bispos do Brasil (CNBB) e integrou o grupo de bispos consultivos do Conselho Episcopal Latino-Americano (CELAM).

### Arcebispo de Brasília

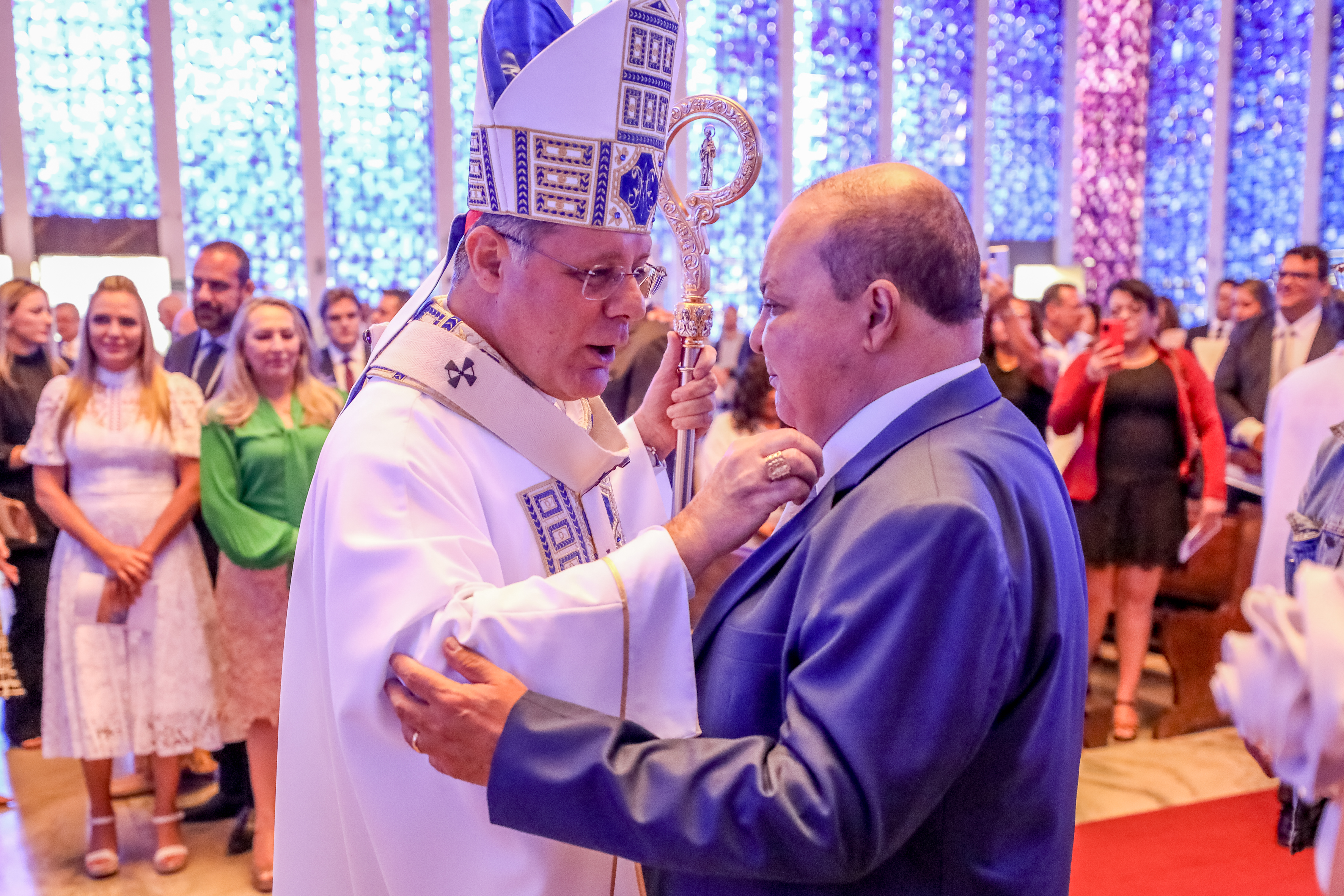
Dom Paulo Cezar Costa, arcebispo de Brasília, durante missa no Santuário São João Bosco, por ocasião da Posse do Governador Ibaneis Rocha.

No dia 7 de outubro de 2020 a Nunciatura Apostólica do Brasil comunicou ao clero, sob segredo pontifício até a data de publicação, a nomeação de Dom Paulo por sua Santidade o Papa Francisco para a sede vacante da Arquidiocese de Brasília, transferindo-o da sede de São Carlos, no Estado de São Paulo.

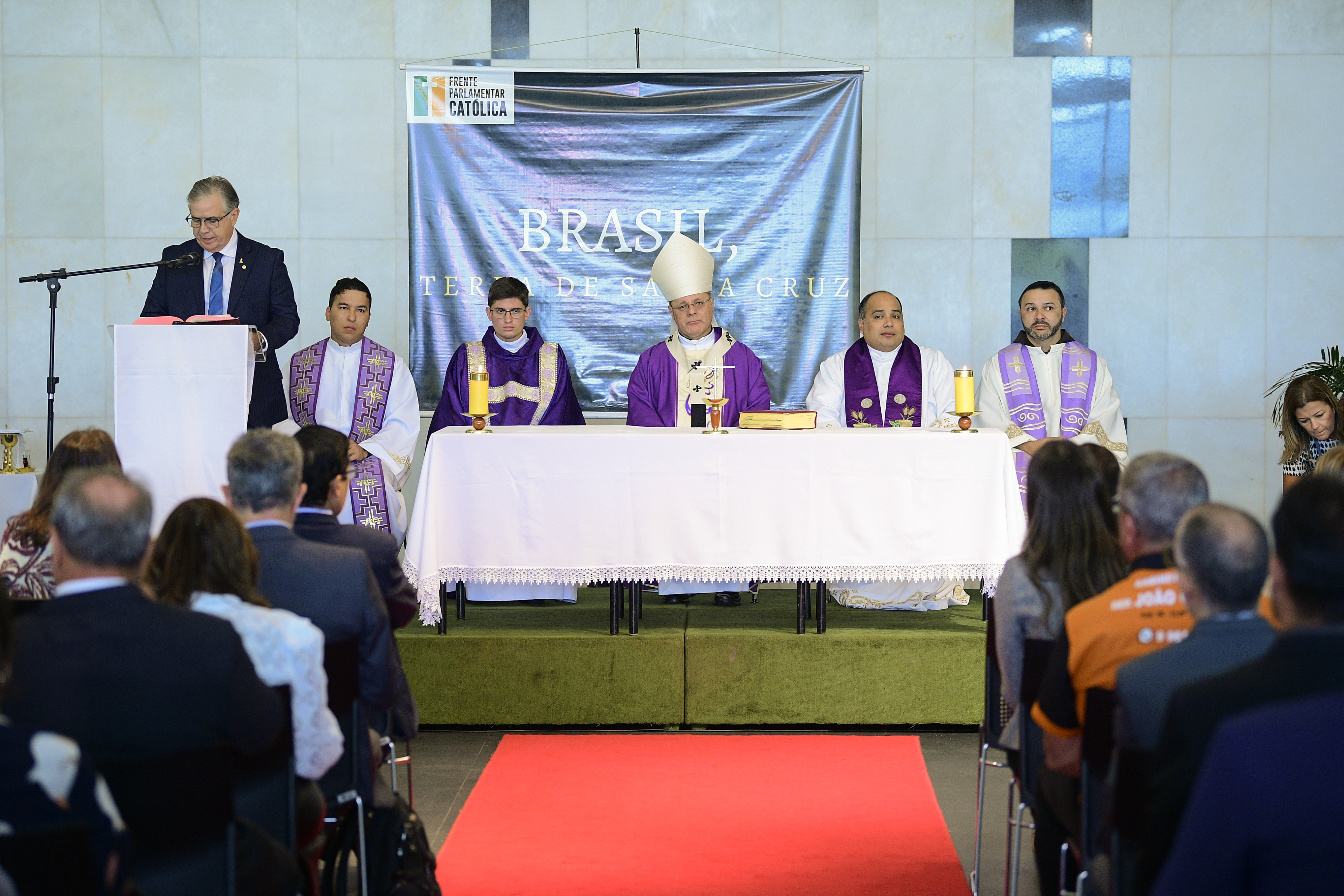
Missa de instalação da Frente Parlamentar Católica Apostólica Romana da Câmara dos Deputados, presidida pelo Arcebispo de Brasília, o Cardeal Dom Paulo Cézar Costa.

Foi determinado pela Santa Sé que a notícia fosse publicada no Jornal "L'Osservatore Romano" na quarta-feira, dia 21 de outubro de 2020, as 12h00 de Roma. Nas palavras de Dom Paulo sobre a sua nova Missão em Brasília: "Não vou de mãos vazias, levo minha experiência de Fé e Vida em Valença, em Nova Iguaçu, no Rio de Janeiro e em São Carlos, mas principalmente, vou levando aquilo que de mais precioso possuo: Jesus Cristo. Ele é a grande riqueza na minha vida".

### Cardinalato
Durante o Regina Caeli de 29 de maio de 2022, o Papa Francisco anunciou sua criação como cardeal no Consistório ocorrido em 27 de agosto. Recebeu o anel cardinalício, o barrete vermelho e o título de cardeal-presbítero de São Bonifácio e Santo Aleixo.
Em 2023, durante a 60ª Assembleia Geral da CNBB, Dom Paulo foi eleito representante brasileiro no Conselho Episcopal Latino-Americano (CELAM), reforçando seu papel na Igreja da América Latina. Em outubro de 2024, participou da segunda parte da 16ª Assembleia Geral Ordinária do Sínodo da Sinodalidade em Roma, contribuindo para as discussões sobre uma Igreja mais participativa e missionária. Durante o evento, entregou três cartas ao Papa Francisco, convidando-o a visitar Brasília em 2025, iniciativa que não se concretizou devido à saúde do pontífice.
Após a morte do Papa Francisco em abril de 2025, Dom Paulo viajou a Roma para as exéquias e para participar do conclave para eleger o novo papa, sendo um dos sete cardeais brasileiros aptos a votar. Em declarações, expressou um "sentimento de orfandade", descrevendo Francisco como um "pai" que marcou a Igreja com sua simplicidade e diálogo com os pobres.

## Ordenações Episcopais
Dom Paulo Cezar foi o celebrante principal das ordenações episcopais de:
1. Moacir Aparecido de Freitas, nomeado bispo de Votuporanga, aos 11 de outubro de 2016, em Ibitinga.
2. Eduardo Malaspina, nomeado bispo auxiliar de São Carlos, aos 1 de maio de 2018, em São Carlos.
3. Antônio Aparecido de Marcos Filho, nomeado bispo auxiliar de Brasília, aos 25 de fevereiro de 2023, em São Carlos.
4. Carlos Henrique Silva Oliveira, nomeado bispo de Tocantinópolis, aos 1 de maio de 2024, em Brasília.
5. Vicente de Paula Tavares, nomeado bispo auxiliar de Brasília, aos 1 de maio de 2024, em Brasília.

Foi coadjuvante da ordenação episcopal de:
1. Júlio César Gomes Moreira, nomeado bispo auxiliar de Belo Horizonte, aos 13 de fevereiro de 2021, em Brasília. O celebrante principal foi Dom Walmor Oliveira de Azevedo.
2. Denilson Geraldo, S.A.C., nomeado bispo auxiliar de Brasília, aos 15 de abril de  2023, em Cornélio Procópio. O celebrante principal foi Dom Júlio Endi Akamine, S.A.C.

## Condecorações
| Insígnia | País   | Honra                           | Data                  |
| -------- | ------ | ------------------------------- | --------------------- |
|          | Brasil | Grã-Cruz da Ordem de Rio Branco | 1 de dezembro de 2022 |